# Großbeereni csata
A großbeereni csata a brandenburgi Blankenfelde és Sputendorf (ma Stahnsdorf része) közelében zajlott le 1813. augusztus 23-án. A svéd–porosz szövetséges erők XIV. Károly János svéd király – a korábban francia marsallként ismert Bernadotte tábornok – parancsnoksága alatt vereséget mértek a Oudinot vezette francia erőkre. Napóleon azt remélte, hogy ha elfoglalja Berlint, az ellenség fővárosát, akkor a poroszok kilépnek a hatodik koalícióból. A terv a Berlintől délre lévő mocsarak nehézségein (kombinálva a francia tábornok betegségével és esővel) megfeneklett.

## Előzmények
A bautzeni csata után 1813 májusában a hatodik koalíciós háború alatt mind a két fél hét hetes fegyverszünetet kötött a jobb felkészülés reményében. Amikor Napóleon újrakezdte hadjáratát augusztusban Poroszország fővárosát, Berlint támadta meg. Azt remélte, hogyha elfoglalja a várost, akkor kiüti a poroszokat a háborúból. Ezalatt a seregének nagyobb részét stratégiai védelmi pozícióban tartotta, hogy majd el tudjon bánni a nagyobb osztrák hadsereggel, ami Délkelet-Németországban gyűlt össze. A legbátrabb és legjobb parancsnokát, Nicolas Charles Oudinot marsallt bízta meg a feladattal, hogy vezesse a támadást. A tábornok megpróbált kitérni a megbízatás dicsősége elől a megromlott egészségi állapota miatt. Több ízben megsebesült a korábbi évben az oroszországi hadjárat alatt, és még ezekből nem épült fel teljesen. A császár hajthatatlan volt, így Oudinot elindult három hadosztállyal, kb. 60 000 emberrel Berlin elfoglalására.
Mind a császár, mind a marsall előtt ismeretlen volt abban időben, hogy a szövetségesek milyen stratégiai kártyákat tartanak a kezükben. Ez az „adu” a Trachenberg-terv volt, amelynek lényege, hogy kerülik a nagy, nyílt csatákat a császárral, helyette tábornokait verik meg kisebb ütközetekben egészen addig, amíg döntő fölényt el nem érnek.

## A csata
A franciák támadása szerencsétlen körülmények között indult meg. Néhány nappal a támadás előtt, augusztus 19-én hatalmas vihar és eső tette járhatatlan sártengerré az utakat és lehetetlenné tette a tüzérség mozgását. További gátja volt a támadásnak még a Berlintől délre eső terület, amit kisebb tavak és mocsarak szőttek át, csak kedvező időjárási viszonyoknál lehetett megközelíteni a várost dél felől. De az eső csak ömlött és a poroszok védelmi pozíciót vettek fel a megerősített (megerődített) szigeteken. 
Oudinot három különböző úton vezette a támadást, úgy, hogy a seregek közt alig volt kapcsolat.Bertrand 4. hadosztálya 13 000 emberével 32 ágyújával jobbról, Guilleminot 20 000 tapasztalatlan újoncokból álló 12. hadosztálya (gúnynevük:Mária-Lujzák) balról. Középen a Jean Reynier vezette 7. hadosztály 27 000 embere, ami főként a franciákkal szövetséges szász haderőből állt. Oudinot nem gondolt semmiféle különös ellenállásra és a lovasság hiánya miatt semmit nem tudott ellenségei helyzetéről. Berlint Bernadotte Károly János svéd koronaherceg (később király) védelmezte, aki korábban Franciaország marsalljaként Napóleon oldalán harcolt.
Amikor Reynier serege elérte Großbeerent, összecsapott a koronaherceg hadával, ami megállította és csatára kényszerítette azt. Parancs és támogatás nélkül támadták meg Friedrich von Bülow hadosztályát, amit éppen akkor erősítettek meg a svédek 38 000 emberével, így súlyos veszteségekkel visszaverték őket. Oudinot, aki képtelen volt összpontosítani hadseregét, későn érkezett meg, Reynier szász hadosztálya is megingott, a főerők más rohama következtében. A francia főparancsnok védtelen pozícióba került, visszavonulást rendelt el Jüterbog felé és súlyos veszteségeket kellett elszenvednie. csak egyedül Reynier 3000 halottat és sebesültet, 1500 foglyot, 13 ágyút vesztett.

## Következmények
A großbeereni vereség után a betegségektől gyötört Oudinot Wittenberg felé vonult vissza. Napóleon dühös volt tábornokára, de nem fogott ki rajta a vereség, a sereget  Wittenberg helyett Luckauba vonta vissza. Így bosszankodott: „Ez túl nehéz Reggio di Calabria hercege eszének!” Ezek után Ney marsallt bízta meg a Berlin elleni második támadással, ugyanazzal a három demoralizált, megvert hadosztállyal és a beteg Oudinot-val, csak Ney irányítása alatt... Ez a dennewitzi csatához vezetett.

## Fordítás
- Ez a szócikk részben vagy egészben a Battle of Großbeeren című angol Wikipédia-szócikk fordításán alapul.  Az eredeti cikk szerkesztőit annak laptörténete sorolja fel. Ez a jelzés csupán a megfogalmazás eredetét és a szerzői jogokat jelzi, nem szolgál a cikkben szereplő információk forrásmegjelöléseként.